# NGC 5120
NGC 5120 (również OCL 899, ESO 96-SC11 lub Ruprecht 166) – gromada otwarta znajdująca się w gwiazdozbiorze Centaura. Odkrył ją John Herschel 16 czerwca 1835 roku.